# بوب ديفاني
بوب ديفاني (بالإنجليزية: Bob Devaney)‏ هو لاعب كرة قدم أمريكية أمريكي، ولد في 13 أبريل 1915 في ساغيناو في الولايات المتحدة، وتوفي في 9 مايو 1997.

## وصلات خارجية
- بوب ديفاني على موقع إن إن دي بي (الإنجليزية)